# جائزة اليابان الكبرى 1995
جائزة اليابان الكبرى 1995 هو سباق فورمولا 1 أقيم بتاريخ 29 أكتوبر 1995 في ميه، اليابان. كان السادس عشر من أصل 17 في بطولة العالم لسباقات الفورمولا واحد موسم 1995. حلّ الألماني مايكل شوماخر أولا بينما جاء الفنلندي ميكا هاكينن في المركز الثاني وحصل على المركز الثالث البريطاني جوني هربرت.